# Pseudicius wesolowskae
Pseudicius wesolowskae là một loài nhện trong họ Salticidae.
Loài này thuộc chi Pseudicius. Pseudicius wesolowskae được Zhu & Da-xiang Song miêu tả năm 2001.